# Aubigné (Ille y Vilaine)
Aubigné es una localidad y comuna francesa en la región administrativa de Bretaña, en el departamento de Ille y Vilaine y en el distrito de Rennes. 

## Historia
La función inicial del municipio fue militar. El señor de Aubigné era considerado como uno de los grandes señores feudales de Vitré, de La Guerche o de Châteaugiron. Al abrigo de las torres del castillo, se desarrolló una actividad comercial creciente que cuenta a principios del siglo XI un mercado semanal y tres ferias anuales.
En el siglo XV, el castillo está completamente abandonado y su territorio va en declive.
En 1850, el municipio contaba con 164 habitantes.

## Demografía
| 186 | 161 | 157 | 235 | 237 | 240 |
| Para los censos de 1962 a 1999 la población legal corresponde a la población sin duplicidades (Fuente: INSEE [Consultar]) |     |     |     |     |     |